# Ners
Ners är en kommun i departementet Gard i regionen Occitanien i södra Frankrike. Kommunen ligger i kantonen Vézénobres som tillhör arrondissementet Alès. År 2022 hade Ners 791 invånare.

## Befolkningsutveckling
Antalet invånare i kommunen Ners
Referens:INSEE